# Ковалівка (Кам'янський район)
Ковалі́вка — село в Україні, у Божедарівській селищній громаді Кам'янського району Дніпропетровської області.
Населення — 140 мешканців.

## Географія
Село Ковалівка примикає до селища Кудашівка, на відстані 1 км знаходиться село Новожитлівка. Поруч проходять автомобільна дорога Т 0432 і залізниця, станція Кудашівка за 1,5 км.

## Населення

### Мова
Розподіл населення за рідною мовою за даними перепису 2001 року:
| Мова            | Відсоток |
| --------------- | -------- |
| українська      | 98,6 %   |
| інші/не вказали | 1,4 %    |